# Aeroportul Internațional Brunei
Aeroportul Internațional Brunei (IATA: BWN, ICAO: WBSB) este un aeroport din Bandar Seri Begawan, Brunei-Muara District⁠(d), Brunei Darussalam ce deservește zona Brunei. A fost deschis în 1974 și numit după zona deservită.
Situat la o altitudine de 22 m, aeroportul dispune de 1 pistă.

## Infrastructură

### Piste
Aeroportul dispune de o singură pistă. Pista 03/21 are suprafața de asfalt și dimensiunile 3.685 m × 46 m. 